# قاي مارتنز
قاي مارتنز (بالإنجليزية: Guy Martens)‏  (و. 1958  م) هو لاعب كرة قدم، وسياسي، من بلجيكا.